# Nora Bossong
Nora Bossong (Bremen, 9 januari 1982) is een Duitse schrijfster en dichteres.

## Leven
Nora Bossong is in Bremen geboren. Zij was in 2001 een van de eersten die een stipendium ontvingen voor het Literatur Labor Wolfenbüttel, een vooraanstaande workshop voor een selecte groep jonge, Duitse schrijftalenten. Deze workshop wordt jaarlijks in 3 weekenden verzorgd op slot Wolfenbüttel in de gelijknamige stad in Nedersaksen. Zij studeerde literatuurwetenschappen aan het Deutsches Literaturinstitut (universiteit Leipzig) en cultuurwetenschappen, filosofie en ‘comparistiek’ aan, respectievelijk, de Humboldt-Universität zu Berlin, de Universität Potsdam en de Universiteit Sapienza Rome.
Bossong woont in Berlijn.

## Werk
Nora Bossong legt zich toe op poëzie en proza, die afzonderlijk, in anthologieën en in literaire tijdschriften worden uitgegeven. In 2006 debuteerde ze met de roman Gegend. Haar roman 36,9° ging over de Italiaanse politicus Antonio Gramsci.
Zij is lid van de PEN-club, afdeling Duitsland en behoort sinds april 2017 tot het presidium daarvan.
Aan de dichtbundel Sommer vor den Mauern wijdde Hauke Kuhlmann een artikel.

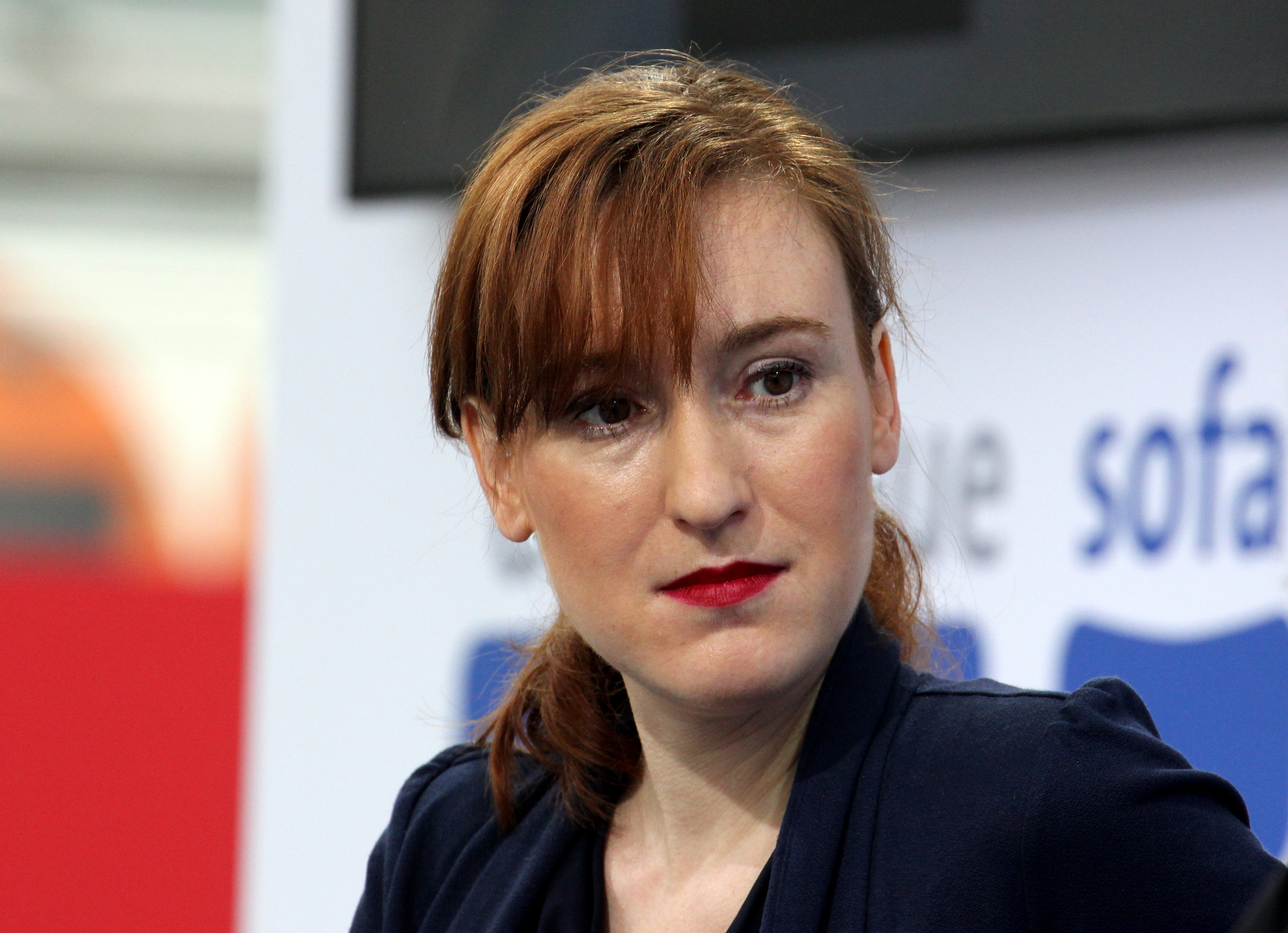
Nora Bossong op de ‘Blauen Sofa’ van de Leipziger Buchmesse 2017 (foto:Heike Huslage-Koch)

## Prijzen en stipendia
stipendia
- 2001 Bremer Autorenstipendium
- 2003 Klagenfurter Literaturkurs
- 2004 Leipziger Literaturstipendium
- 2005 Prosawerk-Stipendium van de Jürgen Ponto Stichting
- 2007 Berliner Senatsstipendium
- 2008 New York-Stipendium im Deutschen Haus
- 2010 Stipendium voor het Heinrich-Heine-Haus van de stad Lüneburg

prijzen
- 2007 Wolfgang-Weyrauch-Förderpreis
- 2011 Kunstpreis Berlin (literatuur) van de Akademie der Künste Berlin
- 2012 Peter-Huchelprijs voor Sommer vor den Mauern
- 2016 Roswitha-Preis
- 2019 Kranichsteiner Literaturpreis van het Deutsche Literaturfonds in Darmstadt
- 2020 Joseph-Breitbach-Preis